# 塔夸伦博足球俱乐部
塔夸伦博足球俱乐部（Tacuarembó Fútbol Club），乌拉圭北部塔夸伦博省塔夸伦博市的一个足球俱乐部。该队成立于1999年，现在参加乌拉圭足球乙级联赛。